# سناع
سناع  وهي قرية تقع في جنوب غرب صنعاء على بعد نحو (6 كيلومترات)، وقد اتصلت بها صنعاء نتيجة للزحف العمراني، وقد اشتهرت بأنها كانت هِجرة علم ومعقلاً من معاقل مذهب «المطرفية» الذي أسسه «مطرف بن شهاب بن عمرو بن عباد الشهابي»، الذي ظهر في بيت حنبص كعلم من أعلام (آخر المائة الرابعة وأولى المائة الخامسة للهجرة).
وقد أسس هذه القرية مؤسس المطرفيـة «مطرف بن شهاب»، كهجرة علم وقد كانت تعتبر مدينة لمذهب المطرفية، كما بنى فيها مسجد عرابة الذي كان يعتبر مسجد من مساجد مذهب المطرفية، وقد خرب المدينة والمسجد الإمام «عبدالله بن حمزة» (583 - 614 هجرية) ضمن القرى والمساجد التي كانت لمذهب المطرفية في قرية بيت حنبص، وقرية وقش القريتين القريبتين من هذه القرية، ثم أعيد أعمار سناع ليخربها السلطان الملك المظفر الرسولي فـي شهر جماد سنة (651 هجرية).